# 河坝林赞康
河坝林赞康，位于西藏自治区拉萨市城关区东孜苏路，是一座藏传佛教格鲁派寺院。

## 简介
河坝林赞康所在的位置是东孜苏路东端路南。河坝林赞康的东边为东方三佑怙殿。河坝林赞康的西边是协噶、朗琼，这两个是过去西藏贵族的宅第。作为河坝林地方的一座神庙，其中供奉着一个主神，血红脸，三只眼长在额上，表情十分凶悍可怖。据说该赞康过去设有一位吹仲，代主神宣谕祸福。